# North Stainley
North Stainley – wieś w Anglii, w hrabstwie North Yorkshire, w dystrykcie (unitary authority) North Yorkshire. Leży 41 km na północny zachód od miasta York i 313 km na północ od Londynu.